# Hermann Aleksander Eduard von Salza
Hermann Aleksander Eduard von Salza (* 16. April 1885 in Haapsalu; † 23. Januar 1946 in Moskau) war ein deutsch-baltischer Baron und Konteradmiral der estnischen Marine.

## Leben
Als Sohn von Eduard Nikolai Saltza (1851–1913) und der Sophie Marie von Staal, war er Angehöriger des ursprünglich aus dem Thüringischen stammenden Adelsgeschlechts von Salza. Er studierte am Alexander Lyzeum in Tallinn und dann am kaiserlichen Alexandrowsker Gymnasium in St. Petersburg.
Salza trat 1907 in das Kadettenkorps der Marine ein und wurde Schiffsmaat. Er begann seine aktive Marinekarriere auf den Kreuzern Bogatyr und Aurora und diente als Navigator auf dem Kanonenboot Bobr und dem Schlachtschiff Sława. In den Jahren 1913–1914 studierte er an der kaiserlichen Mikołaj-Militärakademie in St. Petersburg und diente auf dem Schlachtschiff Poltawa. 1916 trat er als Marineoffizier der Ostseeflotte bei und wurde Navigationsoffizier im Admiralstab des 1. Schlachtschiff-Geschwaders. Im Januar 1917 wurde Salza dem Schlachtschiff Petropawlowsk zugeteilt, wo er bis zum Ende des Ersten Weltkriegs diente. Er stieg zum stellvertretender Befehlshaber des Schiffes und am 16. Dezember 1917 zum Kommandanten des Schiffes auf und wurde zum Kapitän Zweiten Ranges befördert.
Salza nahm dann auf estnischer Seite am Estnischen Freiheitskrieg (1918–1920) teil und diente 1919 als Leutnant auf einem Minenkreuzer. Von 1920 bis 1925 war er Chef des Marinestabs und wurde 1922 zum Marinekapitän befördert. Danach war er von 1925 bis 1932 als Chef der Estnischen Seestreitkräfte tätig.
Daneben war er außerordentlicher Professor für maritime Angelegenheiten, Autor eines ersten Handbuchs für Offiziere der Estnischen Marine und veröffentlichte Artikel zur Seekriegsführung (Geschichte der Seekriegskunst, Dardanellen-Operaion). 1928 wurde er zum Konteradmiral befördert.
Während des Spanischen Bürgerkriegs war Salza 1937–1939 in Frankreich tätig, wo er Mitglied einer geplanten Interventionskommission war. 1939 kehrte er nach Estland zurück und wanderte nach dem Verlust seiner Staatsbürgerschaft im November 1939 ins Dritte Reich aus. Im Jahr 1945 wurde er von der Roten Armee festgenommen und starb am 23. Januar 1946 im Moskauer Butyrka-Gefängnis.